# اسموتای (آلاباما)
اسموتای (به انگلیسی: Smuteye) یک منطقهٔ مسکونی در ایالات متحده آمریکا است که در آلاباما واقع شده‌است. اسموتای ۱۴۲٫۰۴ متر بالاتر از سطح دریا واقع شده‌است.